# سفون برازيلي
سفون برازيلي (الاسم العلمي:Andropogon brasiliensis) هو نوع من النباتات يتبع جنس السفون من الفصيلة النجيلية.